# بايرون كيم
بايرون كيم (بالإنجليزية: Byron Kim)‏ هو رسام أمريكي، ولد في 1961.